# Resultados do Carnaval de Uberlândia
Esta e uma lista sobre os resultados do Carnaval de Uberlândia, referentes a escolas de samba e blocos carnavalescos.

## 2009
| Pos | Escolas             | Pts   | Classificação  | Ref   |
| --- | ------------------- | ----- | -------------- | ----- |
| 1   | Tabajara            |       | Campeã de 2009 | [ 2 ] |
| 2   | Unidos do Chatão    |       | [ 2 ]          |       |
| 3   | Acadêmicos do Samba | [ 2 ] |                |       |
| 4   | Garotos do Samba    | [ 2 ] |                |       |

## 2010
| Pos | Escolas             | Pts   | Classificação  | Ref   |
| --- | ------------------- | ----- | -------------- | ----- |
| 1   | Tabajara            |       | Campeã de 2010 | [ 3 ] |
| 2   | Garotos do Samba    |       | [ 3 ]          |       |
| 3   | Unidos do Chatão    | [ 3 ] |                |       |
| 4   | Acadêmicos do Samba | [ 3 ] |                |       |

## 2011
| Escolas de Samba     | Escolas de Samba        | Escolas de Samba | Escolas de Samba | Escolas de Samba |
| Pos                  | Escolas                 | Pts              | Classificação    | Ref              |
| -------------------- | ----------------------- | ---------------- | ---------------- | ---------------- |
| 1                    | Tabajara                | 216,2            | Campeã de 2011   | [ 4 ]            |
| 2                    | Unidos do Chatão        | 209,3            |                  | [ 4 ]            |
| 3                    | Garotos do Samba        | 208,8            | [ 4 ]            |                  |
| 4                    | Acadêmicos do Samba     | 205,6            | [ 4 ]            |                  |
| Blocos Carnavalescos |                         |                  |                  |                  |
| 1                    | Aché                    | 116,9            | Campeã de 2011   | [ 4 ]            |
| 2                    | Inclusão Social (Aparu) | 111              |                  | [ 4 ]            |

## 2012
| Escolas de Samba     | Escolas de Samba        | Escolas de Samba | Escolas de Samba | Escolas de Samba |
| Pos                  | Escolas                 | Pts              | Classificação    | Ref              |
| -------------------- | ----------------------- | ---------------- | ---------------- | ---------------- |
| 1                    | Tabajara                | 219,6            | Campeã de 2012   | [ 5 ]            |
| 2                    | Unidos do Chatão        | 219,4            |                  | [ 5 ]            |
| 3                    | Garotos do Samba        | 214,4            | [ 5 ]            |                  |
| 4                    | Acadêmicos do Samba     | 201              | [ 5 ]            |                  |
| Blocos Carnavalescos |                         |                  |                  |                  |
| 1                    | Aché                    | 118,6            | Campeã de 2012   | [ 5 ]            |
| 2                    | Inclusão Social (Aparu) | 116,1            |                  | [ 5 ]            |

## 2013
| Escolas de Samba     | Escolas de Samba        | Escolas de Samba | Escolas de Samba | Escolas de Samba |
| Pos                  | Escolas                 | Pts              | Classificação    | Ref              |
| -------------------- | ----------------------- | ---------------- | ---------------- | ---------------- |
| 1                    | Tabajara                | 217,5            | Campeã de 2013   | [ 6 ] [ 7 ]      |
| 2                    | Unidos do Chatão        | 215              |                  | [ 6 ] [ 7 ]      |
| 3                    | Garotos do Samba        | 209              | [ 6 ] [ 7 ]      |                  |
| 4                    | Acadêmicos do Samba     | 201              | [ 6 ] [ 7 ]      |                  |
| Blocos Carnavalescos |                         |                  |                  |                  |
| 1                    | Aché                    | 116              | Campeã de 2013   | [ 6 ] [ 7 ]      |
| 2                    | Inclusão Social (Aparu) | 107              |                  | [ 6 ] [ 7 ]      |

## 2014
| Escolas de Samba     | Escolas de Samba        | Escolas de Samba | Escolas de Samba   | Escolas de Samba   |
| Pos                  | Escolas                 | Pts              | Classificação      | Ref                |
| -------------------- | ----------------------- | ---------------- | ------------------ | ------------------ |
| 1                    | Tabajara                | 320.5            | Campeã de 2014     | [ 8 ] [ 9 ] [ 10 ] |
| 2                    | Garotos do Samba        | 319.5            |                    | [ 8 ] [ 9 ] [ 10 ] |
| 3                    | Unidos do Chatão        | 311.5            | [ 8 ] [ 9 ] [ 10 ] |                    |
| 4                    | Acadêmicos do Samba     | 309              | [ 8 ] [ 9 ] [ 10 ] |                    |
| Blocos Carnavalescos |                         |                  |                    |                    |
| 1                    | Aché                    | 174.5            | Campeã de 2014     | [ 8 ] [ 9 ] [ 10 ] |
| 2                    | Inclusão Social (Aparu) | 167.5            |                    | [ 8 ] [ 9 ] [ 10 ] |

## 2015
| Escolas de Samba     | Escolas de Samba    | Escolas de Samba | Escolas de Samba | Escolas de Samba |
| Pos                  | Escolas             | Pts              | Classificação    | Ref              |
| -------------------- | ------------------- | ---------------- | ---------------- | ---------------- |
| 1                    | Tabajara            | 325,5            | Campeã de 2015   | [ 11 ]           |
| 2                    | Unidos do Chatão    | 325,5            |                  | [ 11 ]           |
| 3                    | Garotos do Samba    | 315.             | [ 11 ]           |                  |
| 4                    | Acadêmicos do Samba | 304              | [ 11 ]           |                  |
| Blocos Carnavalescos |                     |                  |                  |                  |
| 1                    | Aparu               | 117              | Campeã de 2015   | [ 12 ]           |
| 2                    | Aché                | 116              |                  | [ 12 ]           |
| 3                    | Ori Odara           | 113,5            | [ 12 ]           |                  |

## 2016
| Escolas de Samba     | Escolas de Samba     | Escolas de Samba | Escolas de Samba | Escolas de Samba |
| Posição              | Escolas              | Pontos           | Classificação    | Referências      |
| -------------------- | -------------------- | ---------------- | ---------------- | ---------------- |
| 1                    | Tabajara             | 326              | Campeã de 2016   | [ 13 ]           |
| 2                    | Garotos do Samba     | 316,5            |                  |                  |
| 3                    | Acadêmicos do Chatão | 315              |                  |                  |
| 4                    | Acadêmicos do Samba  | 294              |                  |                  |
| 5                    | Garras de Águia      | 282,30           |                  |                  |
| Blocos Carnavalescos |                      |                  |                  |                  |
| 1                    | Aparu                | 116.5            | Campeão de 2016  |                  |
| 2                    |                      |                  |                  |                  |

## 2020
Não houve desfiles de escolas de samba.